# Crossplane
Le crossplane ou plan transversal est une conception de vilebrequin pour moteurs à pistons où les manetons ne sont pas sur un même plan, mais sur des plans perpendiculaires, calés à un angle de 90° (phase de rotation du vilebrequin) entre les tours de vilebrequin. Le vilebrequin crossplane est la configuration la plus courante pour les moteurs V8 de série.
Outre le V8, d'autres configurations utilisent le même calage de piston à 90° sur des moteurs bicylindres et 4-cylindres en ligne, des bicylindres en V et des V4.
Les vilebrequins crossplane pourraient être utilisés sur un grand nombre d'autres configurations de cylindres, mais les avantages et inconvénients décrits ci-dessous peuvent ne pas s'appliquer à tout ou partie d'entre eux et doivent être considérés au cas par cas. 

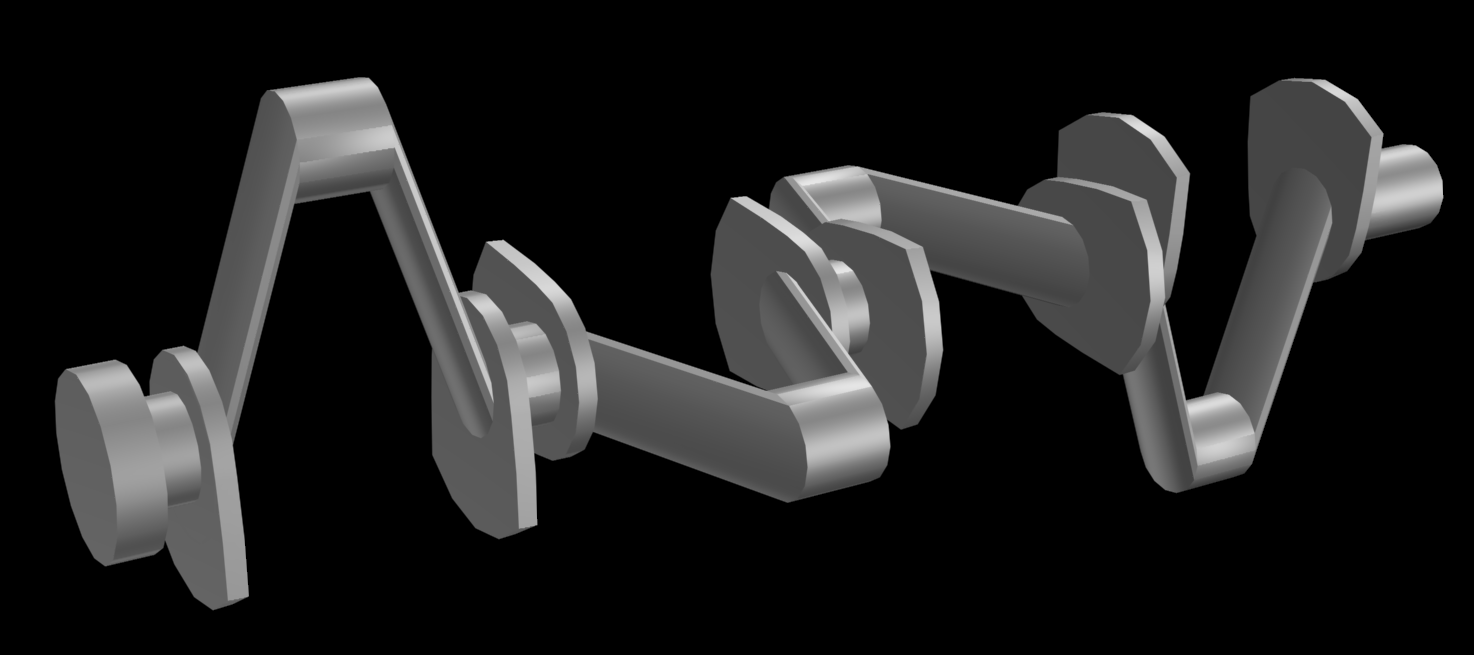
Modèle 3D d'un vilebrequin transversal démontrant l'angle de 90° entre les manetons du vilebrequin.

## Vilebrequin Crossplane V8

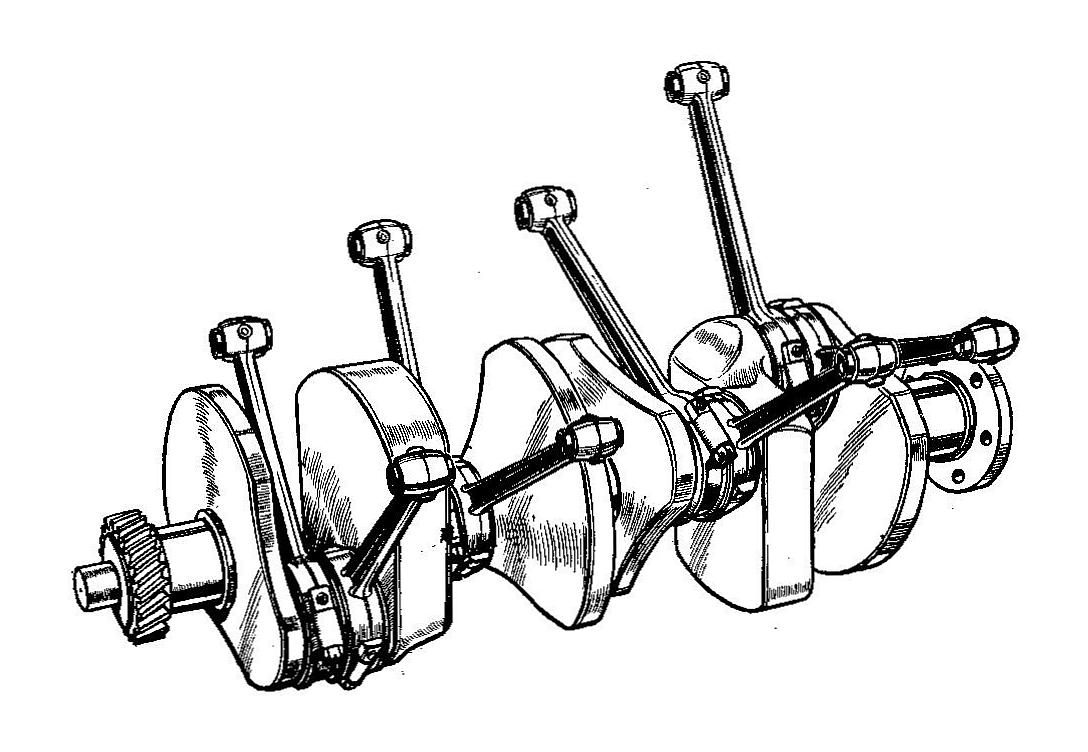
Vilebrequin Ford V8.

### Conception
Le vilebrequin crossplane le plus courant pour un moteur V8 à 90° comprend quatre manetons, chacun servant deux cylindres sur des bancs opposés, décalés à 90° par rapport aux manetons adjacents. Le premier et le dernier des quatre manetons sont positionnés à 180° l'un par rapport à l'autre comme le sont le deuxième et le troisième, avec chaque paire à 90° par rapport à l'autre paire de manetons. Vu de l'extrémité le vilebrequin forme une croix, d’où l'utilisation du terme crossplane (plan en croix).
Les manetons sont donc dans deux plans croisés à 90°, d'où le nom de crossplane. Un vilebrequin V8 crossplane peut compter jusqu'à neuf roulements principaux (dans le cas d'une conception à huit bielles) avec généralement cinq roulements supportant quatre bielles, chacun avec un maneton partagé.
Le design crossplane fut proposé pour la première fois en 1915 et développé par Cadillac et Peerless, qui ont tous deux produit des V8 flatplane avant d'introduire le design crossplane. Cadillac a introduit le premier crossplane en 1923, suivi par Peerless en 1924.

### Équilibre et douceur
La motivation pour le développement d'un V8 crossplane était de limiter la sensation de bourdonnement due au design flatplane. Étant donné que quatre pistons s'arrêtent et démarrent ensemble dans le même plan au niveau des deux bancs, les forces de second ordre inhérentes à la conception du flatplane s'empilent et deviennent perceptibles dans les moteurs de grosse cylindrée. Dans un moteur crossplane, chaque banc comporte quatre phases de piston distinctes qui annulent entièrement les forces libres du second banc. Il n'y a donc pas de vibration de ce type, à l'exception des variations de poids des parties mobiles dues aux méthodes de production.
Cependant, la disposition à 180° des extrémité et du milieu du vilebrequin entraîne un couple de basculement principal (vitesse du vilebrequin), qui dans le cas d'un moteur en V à 90° peut facilement être contré en équilibrant le vilebrequin de manière appropriée, un peu comme un V-twin. D'autres angles en V nécessitent généralement un arbre d'équilibrage pour garder une utilisation aussi lisse.
En raison des lourds manetons à chaque course du vilebrequin, la plupart des V8 crossplane ont des vilebrequins très massifs, ce qui signifie qu'ils ne tournent pas aussi librement que leurs homologues plats. Le premier Chrysler Hemi V8 avait de manetons lourds, mais les deux bielles médianes des deux côtés du palier principal central (le troisième des 5 principaux) n'en avaient pas. Le fait qu'elles soient positionnées près du centre du moteur contribuent moins à contrer les mouvements de bascule - d'où l'utilisation de manetons externes (par exemple dans la poulie de nez de vilebrequin), nécessitant moins de masse supplémentaire pour le même effet d'équilibrage.
L'allumage irrégulier dans chaque rangée (voir ci-dessous), ainsi que les phases de piston à 90° elles-mêmes, contribuent cependant à la torsion dans le vilebrequin, ce qui peut être perceptible. C'est pour cette raison que les V8 crossplane sont équipés d' amortisseurs de masse réglés, généralement à l'extrémité libre du vilebrequin.
Coventry Climax découvrit qu'un moteur flatplane avec une course suffisamment courte était plus souple et plus puissant à un régime plus élevé, probablement en partie en raison d'une absence relative de ces vibrations de torsion. La firme est donc passé à cette conception avec leur Mk.III FWMV en 1963.
BRM a fait le même changement à peu près au même moment, l'utilisant dans la F1 de 1964, la P261.

### Intervalles d'allumage
Les moteurs V8 crossplane à quatre temps ont des intervalles d'allumage de 90 degrés, mais des schémas d'allumage inégalement espacés dans chaque bancs de cylindres.
L'ordre d'allumage sur les bancs Gauche et Droit sont en général G D GG D G DD ou D G DD G D GG, chaque allumage « G » ou « D » étant séparé par la rotation du vilebrequin de 90° pour un total de 720° (pour huit allumages). Ainsi, en comptant quatre caractères à droite de chaque « G » ou « D » (4 x 90° = 360°), sur un V8 crossplane, les cylindres où a lieu l'explosion (et donc ceux en phase d'échappement) à une phase de 360° se trouvent dans des cylindres opposés[pas clair].
Les intervalles réels dans chaque rangée sont de 180-90-180-270 degrés de vilebrequin, selon des ordres différents en fonction du moteur, et généralement pas dans le même ordre pour chaque rangée. Les combinaisons exactes dépendent de la « sensibilité » du vilebrequin, du sens de rotation et selon les paires de pistons à 360° allumées en premier. 

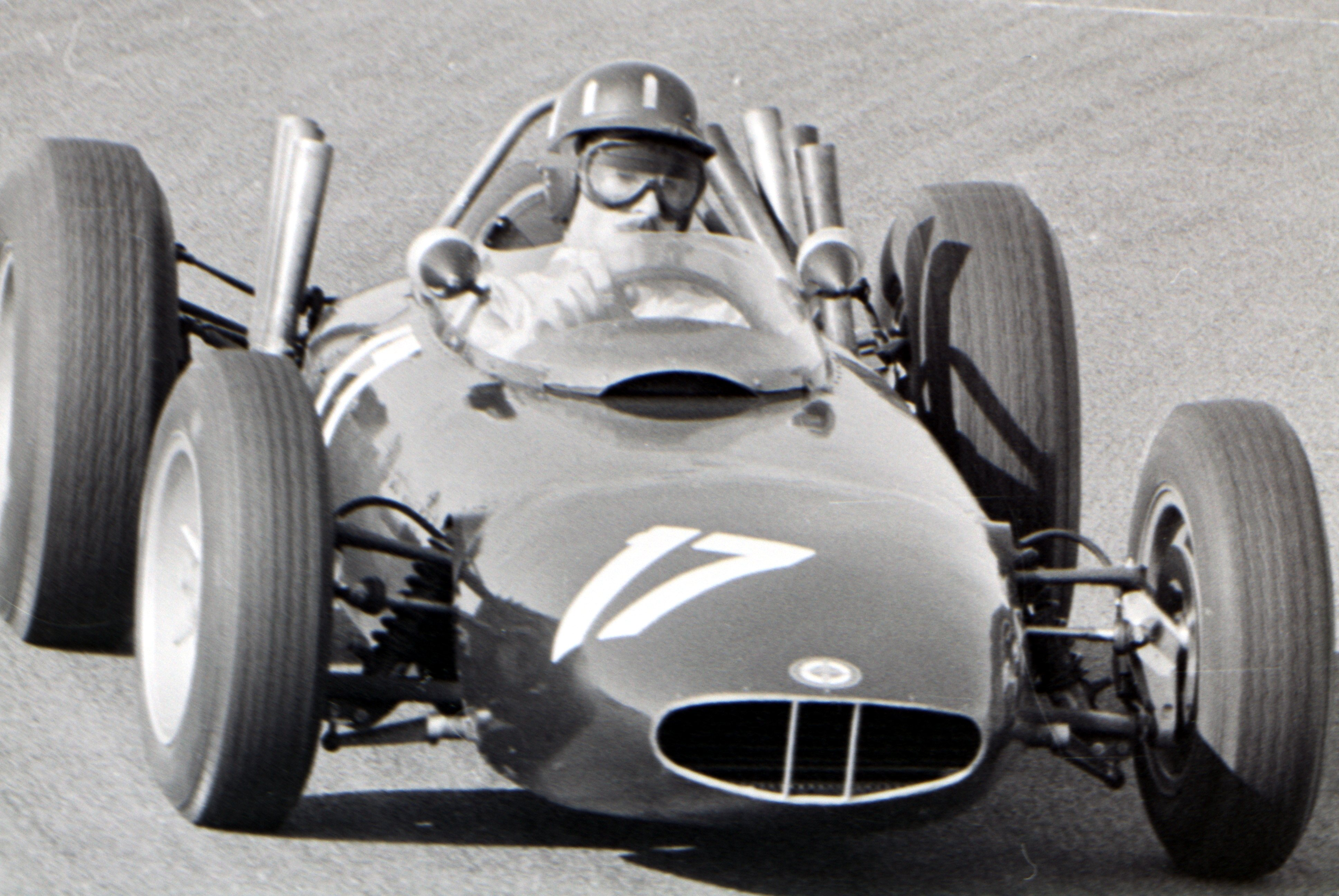
BRM P578 1963 avec tubes d'échappement individuels.

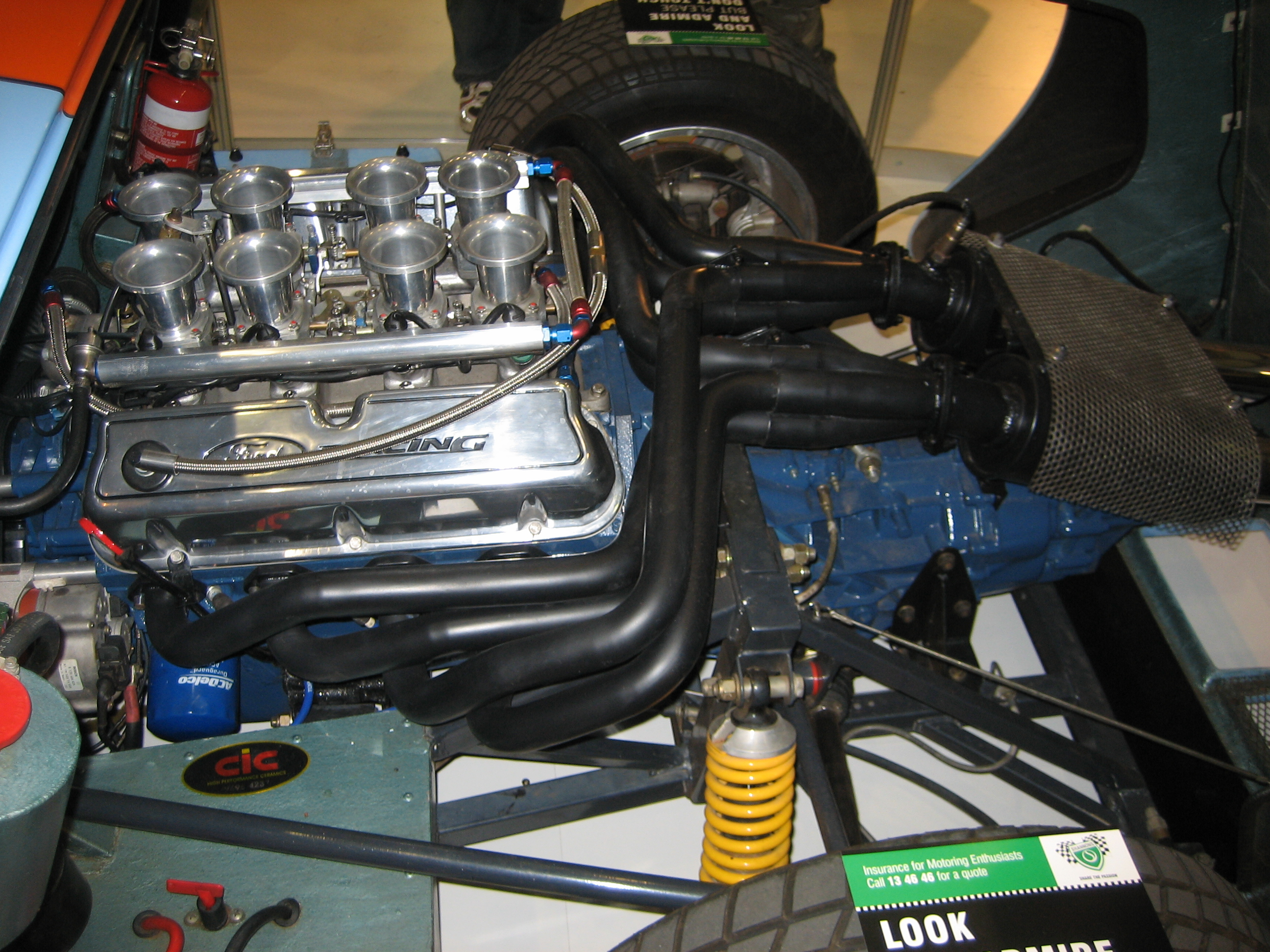
Version moderne et moins entrelacée de l'échappement crossover d'une Ford GT40.

#### Son
Le « bourdonnement » caractéristique d'un V8 crossplane vient de la conception du collecteur d'échappement, qui fusionne généralement les quatre orifices d'échappement sur chaque banc de quatre cylindres en une seule sortie pour plus de commodité. Cela accentue la séquence, parfois décrite comme un « potato-potato », imitant l'intervalle séquentiel alterné et un intervalle plus long.
L'ordre d'allumage spécifique du moteur et la configuration d'échappement peuvent conduire à des variations subtiles qui peuvent ou non être perceptibles pour les amateurs.
D'autres sons sont possibles en regroupant soigneusement les impulsions d'échappement, mais les exigences d'espace rendent généralement cela irréalisable sur les machines routières.

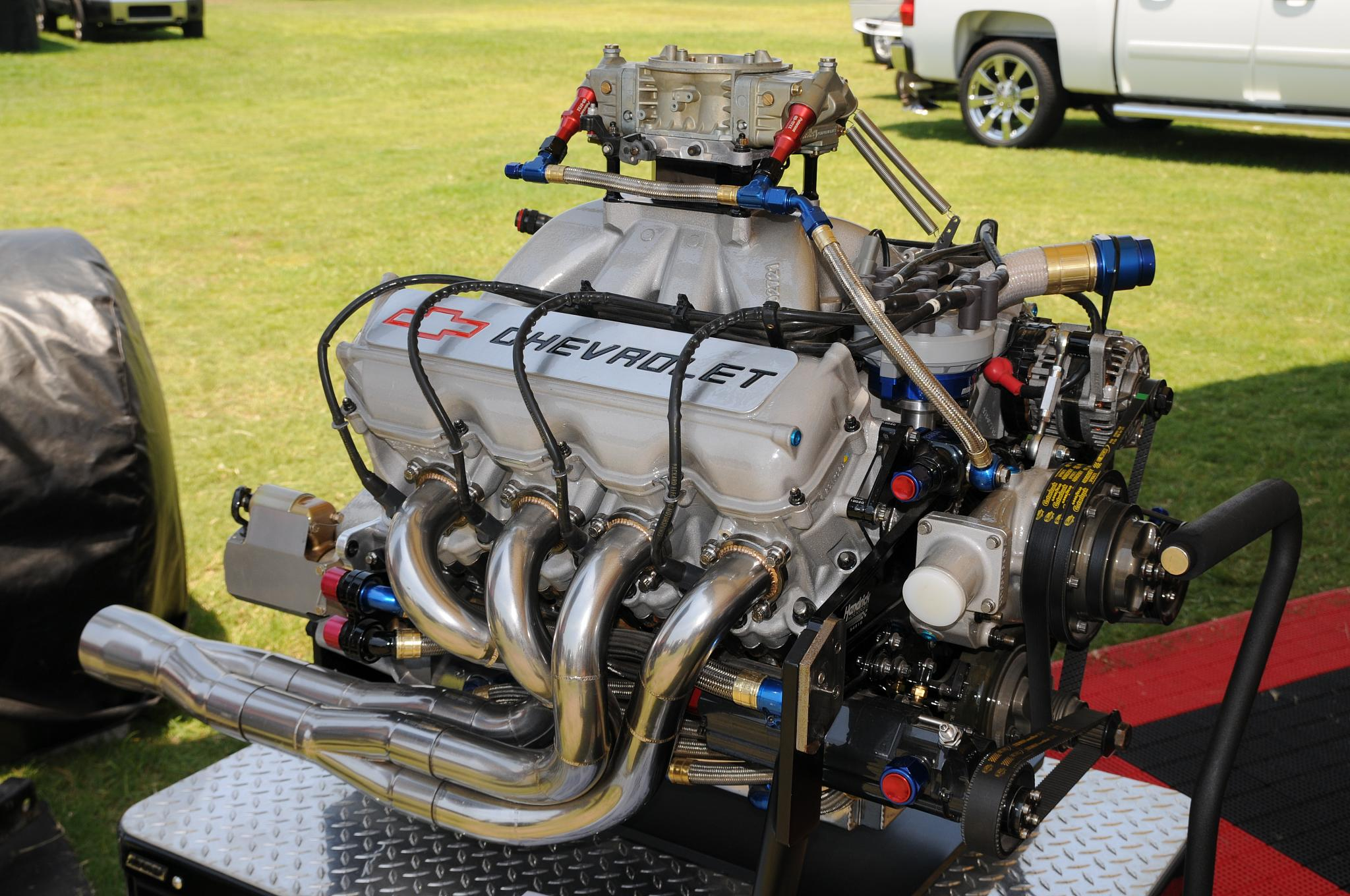
Un moteur NASCAR V8 avec échappement Tri-Y.

#### Réglage
Les paires d'allumage étant disposées dans des rangées opposées, de longs tuyaux d'échappement de longueur égale sont nécessaires pour fusionner ces paires et obtenir un balayage uniforme.
L'un des premiers exemples d'un tel échappement réglé pour un V8 crossplane était celui des moteurs Coventry Climax FWMV Mk.I et Mk.II de 1 500 cm3 au début des années 1960, connus pour rendre difficile l'entretien du moteur lui-même.
De nombreux moteurs V8 crossplane de course (comme le V8 à DACT 4,2 L de Ford pour la course Indy) avaient des orifices d'échappement à l'intérieur de l'angle V pour raccourcir ces longueurs de tuyau d'échappement et faciliter les fusions sans causer de problèmes de place. La Ford GT40 a rendu célèbre le concept des V8 de production avec un configuration élaborée de longs tuyaux d'échappement surnommés «Bundle of Snakes» (paquet de serpents). De tels systèmes sont aussi parfois appelés « 180° en-têtes », faisant référence aux intervalles de 180° des collecteurs de chaque branche, à la manière d'un V8 flatplane.
Auparavant, des « stack pipes » (tubes de cheminée) ou « zoomies » individuels rectilignes étaient parfois utilisés (par exemple chez BRM) afin d'éviter l'impact négatif d'une interférence d'impulsion d'échappement inégale sur l'échappement, réduisant le bénéfice des effets d'extraction positifs d'un échappement fusionné. Par la suite, le déficit de performance a été accepté et des systèmes d'échappement 4-en-1 ordinaires par bancs de cylindres ont été utilisés pour des raisons de commodité. Une partie de l'écart peut être comblée par des échappements 4-en-2-en-1 ou « Tri-Y » orientés pour la performance, comme ceux utilisés dans les courses supercars de NASCAR et V8.

## Vilebrequin crossplane en ligne

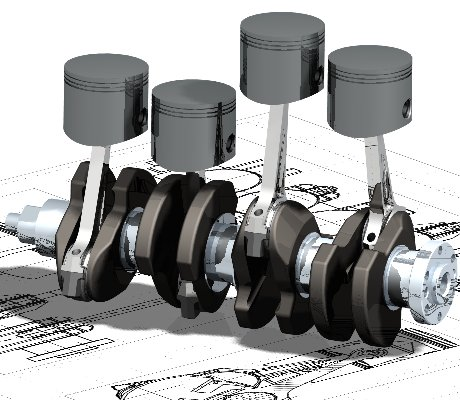
L'orientation de la course d'un vilebrequin crossplane est haut-gauche-droite-bas, contrairement à celle du flatplane : haut-bas-bas-haut.

Contrairement à un V8, la disposition en croix dans les moteurs à quatre cylindres en ligne entraîne un schéma d'allumage inégalement réparti, de sorte que l'utilisation a tendance à être limitée aux moteurs à très haut régime. Dans de tels moteurs l'avantage d'un déséquilibre secondaire moindre l'emporte sur l'inconvénient d'intervalle d'allumage irrégulier. Cette conception, qui ne dispose pas de pistons à 90° les uns par rapport aux autres dans des bancs séparés, nécessite un arbre d'équilibrage pour contrer les inconvénients des vibrations de bascule résultant de déséquilibres des plans sur la masse alternative et la masse rotative.

### Yamaha YZF-R1 2009+
La moto Yamaha YZF-R1 de 2009 utilise un vilebrequin crossplane, employant un arbre d'équilibrage de vitesse de vilebrequin pour contrer les vibrations de balancement inhérentes (couple de balancement primaire) décrites ci-dessus.
Cela a été inspiré par les modèles de course M1 MotoGP de Yamaha, qui continuent à utiliser des vilebrequins crossplane en raison de leur avantage de couple d'inertie significatif au régime extrêmement élevé que ces moteurs atteignent. Yamaha affirme que les progrès des technologies de forge du métal en ont fait une moto de sport destinée à la production.

### Moteur URS
Le moteur 4-cylindres en ligne Fath-Kuhn, utilisé avec un succès relatif dans les courses de motos et de side-cars à partir de 1968 par l'équipe de course privée URS, était également de type crossplane. C'était une configuration différente de celle normalement utilisée dans un V8 ou même dans la Yamaha, avec deux des manetons échangés — c'est-à-dire que les manetons peuvent être décrits comme étant à des angles absolus de 0, 90, 180 et 270°, par rapport aux 0, 90, 270, 180 plus habituels. Il en résulte un couple de basculement primaire légèrement réduit, mais introduit des couples d'ordre supérieur d'une amplitude beaucoup plus faible.
La disposition différente a été principalement choisie pour réduire l'impact de la torsion d'inertie inhérente aux manetons de vilebrequin espacés de 90° en raison de l'accélération des pistons (mouvement de marche-arrêt), étant donné que ce moteur était censé monter en régime et à une échelle élevée des forces d'inertie à la place de la vitesse du moteur. La réduction de la torsion fut obtenue en divisant le vilebrequin en deux parties séparées. Les deux étaient entraînés à partir de leurs points médians respectifs via un contre-arbre, à partir duquel la puissance était fournie à la boîte de vitesses.
Il est probable que cette torsion inertielle à l'intérieur du vilebrequin soit la raison pour laquelle Yamaha a évoqué les améliorations des techniques de forge du vilebrequin comme étant une raison pour laquelle le vilebrequin transversal était viable dans une moto de route. C'est moins un problème dans le V8 car chaque mouvement est partagé par deux pistons déjà décalés de 90°.

### Intervalles d'allumage

Animation avec différents angles de vilebrequin.

Les vilebrequins transversaux utilisés dans un moteur 4-cylindres 4-temps entraînent un allumage irrégulier, car la séparation naturelle des allumages est de (720°/ 4 =) 180° dans un tel moteur (d'où la popularité du vilebrequin flatplane à 180°). Les intervalles d'allumage  pour les moteurs crossplane R1 et URS sont de 90-180-270-180 (degrés de vilebrequin), mais d'autres intervalles sont possibles, y compris ceux dus à des ordres d'allumage dits big-bang. L'allumage irrégulier est la cause du son distinctif de cette configuration, qui est basiquement une combinaison du 270-450 (V-twin à 90°), du 180-540 (bicylindre en ligne à 180°) et 90-630 ( V -Twin « twingled »), l'intervalle dominant perçu étant le 270°.
L'intervalle du cycle à 90° ferait du vilebrequin transversal un choix naturel pour un 4-cylindres en ligne 2-temps, offrant les avantages à la fois d'un allumage régulièrement espacé et de moins de vibrations secondaires lorsque les vibrations de balancement accrues sont compensées par un arbre d'équilibrage de vitesse du vilebrequin.

## Bicylindre en ligne
Les moteurs bicylindre en ligne de moto (également appelés «twin parallèle» et «twin vertical») étaient historiquement disponibles en deux types, dont aucun n'était crossplane : vilebrequin à 360° avec les deux pistons se déplaçant en tandem (anglais), ou vilebrequin à 180° avec les deux pistons se déplaçant en phase opposée (japonais).
À la sortie de la Triumph Speed Twin d'Edward Turner, la plupart des roadsters anglais classiques 4-temps (Triumph, BSA, Norton, Royal Enfield, etc.) utilisaient des vilebrequins à 360°. Dans les années 1960, Honda adopta des vilebrequins à 180° pour ses twins parallèles 4-temps OHC, comme les 450 cm3 Black Bomber et CB 500T. Sur une moto de petite cylindrée, le couple de bascule était acceptable sans arbre d'équilibrage, en particulier par rapport à un twin de taille similaire à 360° sans arbre d'équilibrage. Le 400 cm3 Dream/Hawk CB250/400T remplaça le 4-cylindres CB400F. Afin d'obtenir un fonctionnement plus doux, il était équipé d'un vilebrequin à 360° avec un arbre d'équilibrage. L'allumage uniforme du vilebrequin à 360° est sensiblement plus douce que celui avec un vilebrequin à 180° plus inégal.
En 1995, Yamaha installa un vilebrequin à 270° sur son TRX 850 et en 1996 sur le TDM 850 MK2, plus un arbre d'équilibrage pour contrer la combinaison résultante des forces libres et du couple de basculement. Le vilebrequin à 270° a des forces libres moins importantes que le vilebrequin à 360° (mais beaucoup plus fortes que le vilebrequin à 180°) et des couples de basculement moins importants que le vilebrequin à 180° (le vilebrequin à 360° n'a pas un tel couple). Alors que l'allumage était aussi irrégulier qu'un bicylindre en V à 90°, le vilebrequin à 270° n'avait pas un fonctionnement aussi inégal que le 180°. La configuration à 270° représente un compromis idéal et a été adoptée pour le NC700 de Honda et l'Africa Twin 2016, les Triumph Scrambler et Thunderbird, le Yamaha MT-07/FZ-07 et un certain nombre d'autres motos.
Certains ingénieurs de personnalisation ont modifié les bicylindriques britanniques et Yamaha XS 650 pour devenir des moteurs à 277°, proches de vilebrequins transversaux (vilebrequin décalé ou vilebrequin rephasé ) avec succès en réduisant les vibrations des bicylindres verticaux à 360°. Ces moteurs modifiés ne recevaient pas de systèmes d'équilibrage supplémentaires. Ils pouvaient avoir des volants d'inertie plus légers car les pistons ne sont jamais simultanément stationnaires, de sorte que le moment de rotation n'a pas besoin d'être stocké autant pour compenser, il est simplement transféré entre les pistons directement (via le vilebrequin). Ceci est apparemment inspiré par les travaux antérieurs de Phil Irving.
Il s'agit du principe similaire à celui des moteurs à quatre cylindres crossplane chez Yamaha. Les deux cylindres supplémentaires expliquent la non-symétrie du mouvement du piston dans les moitiés supérieure et inférieure de leurs courses, ce qui amène une plus grande minimisation du couple d'inertie causé par des changements de moment de rotation.
Sur les moteurs bicylindres en ligne 2-temps, la configuration du vilebrequin à 180° a été presque universellement adoptée, donnant deux cycles de puissance à chaque révolution. Les exemples incluent des motos de cylindrée assez importantes comme le Scott Squirrel 598 cm3 ou la Suzuki T500 de 498 cm3. Deux exceptions avec des vilebrequins à 360° sont le Yankee et la version militaire de la Jawa 350.